# Люпин многолистный
Люпи́н многоли́стный (лат. Lupínus polyphýllus) — вид травянистых растений из подрода Platycarpos рода Люпин семейства Бобовые.
В Евразии является инвазионным видом.

## Ботаническое описание

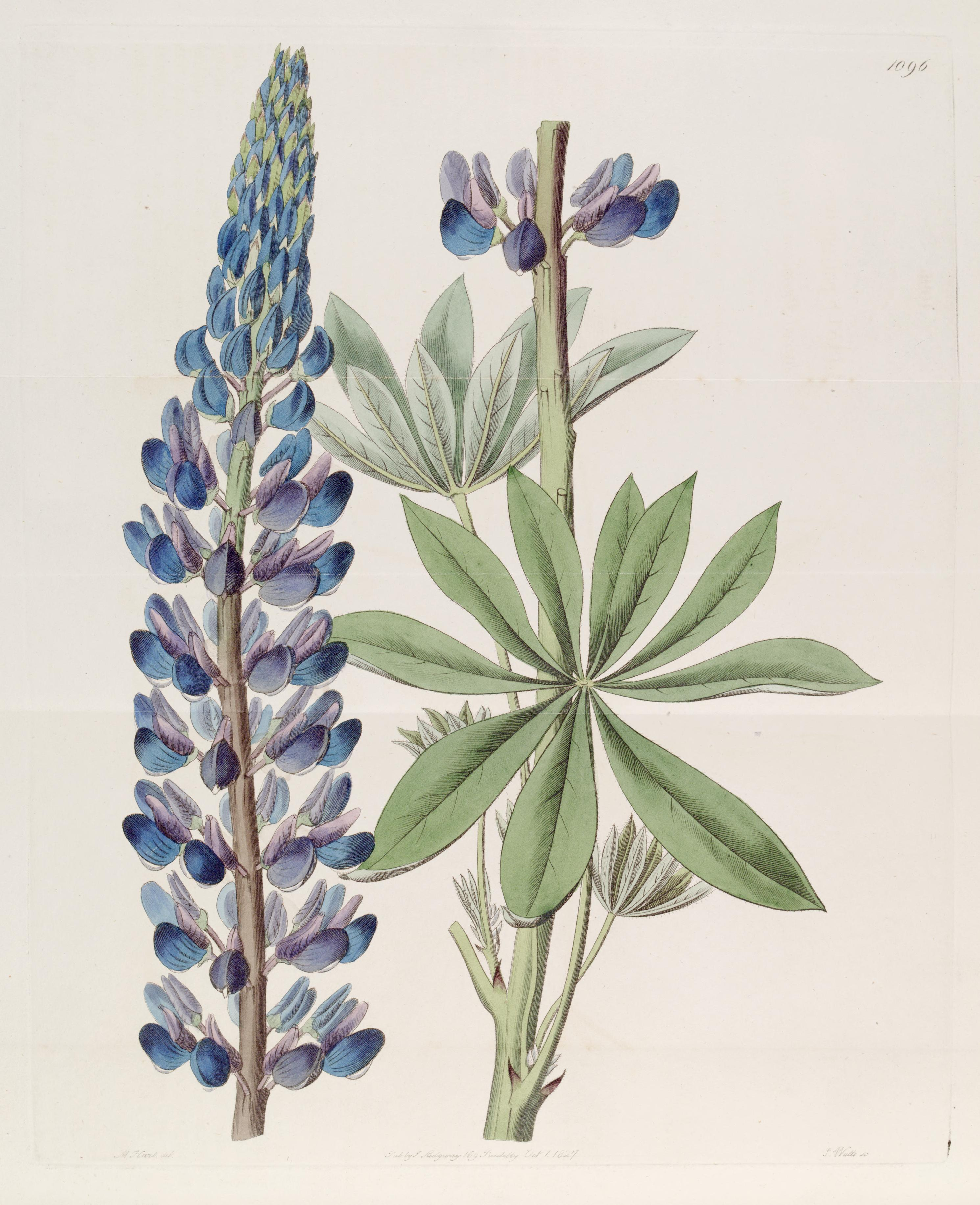
Ботаническая иллюстрация

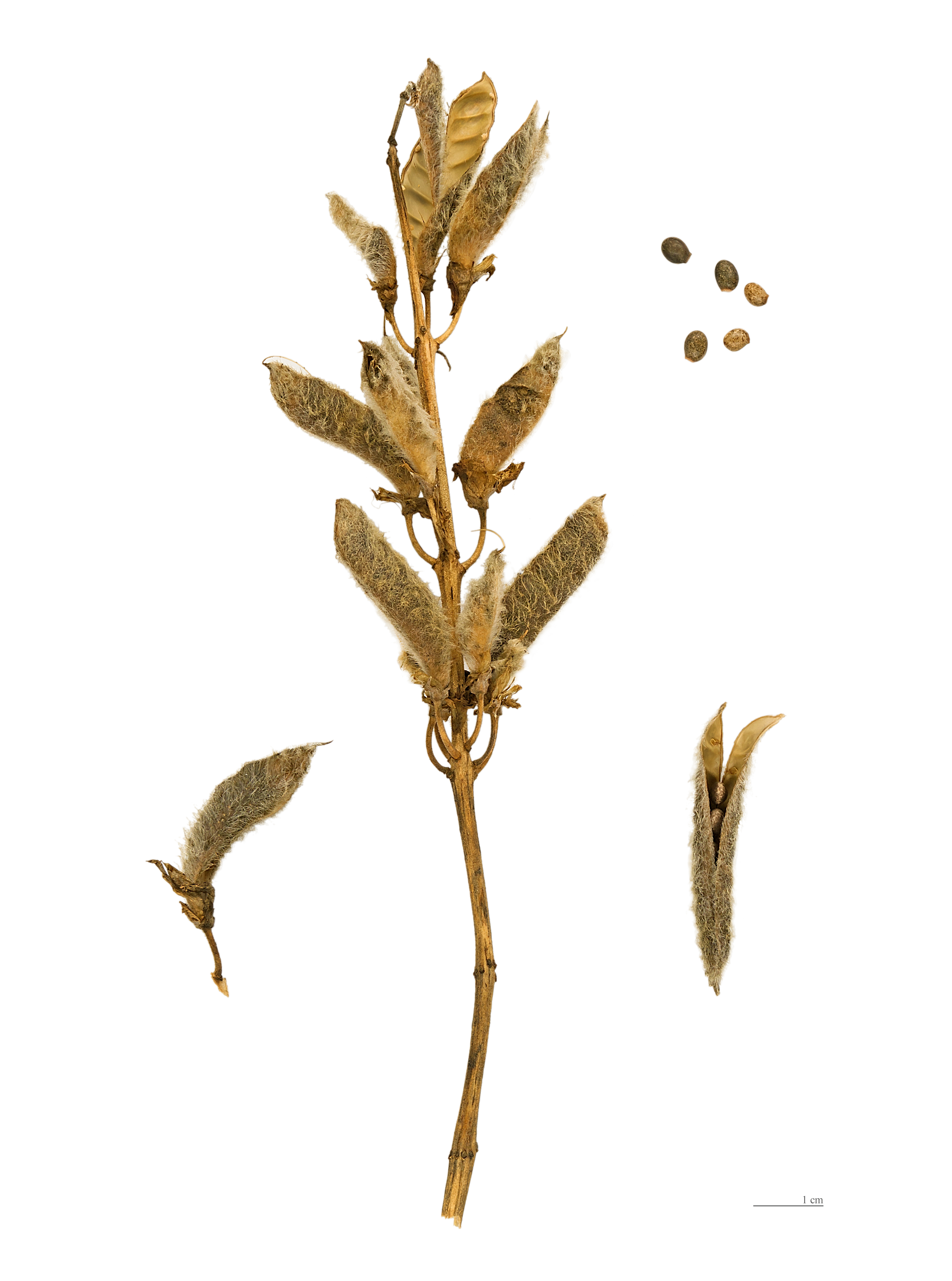
Плоды и семена

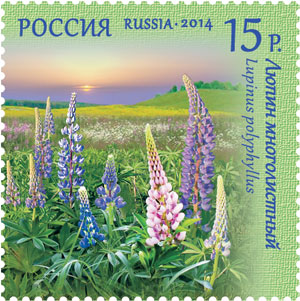
Почтовая марка

В первый год вегетации обычно развиваются преимущественно прикорневые, розеточные листья. На второй год образуется много стеблей. Молодые листочки, цветоносы и чашечки имеют серебристое опушение.
Стебли мощные, слабо гранёные, слабоопушённые.
Листья состоят из 9-10 почти ланцетовидных листочков, крупные, вдвое короче черешка. Листочки сверху голые или слабо опушённые, снизу опушение сильное.
Прилистники шиловидные, опушённые, обычно на 3/4 сросшиеся с черешком.
Соцветие очень длинное, обычно рыхлое.
Цветки полумутовчатые, разбросанные.
Губы чашечки цельные или слабо зубчатые. Прицветники рано опадающие, не превышающие чашечку. Венчик втрое длиннее чашечки, разной окраски, чаще фиолетовый. Лодочка голая. Цветоножки длинные, почти равны длине цветков. Бобы плоские, удлинённые, 9(6-7)-семянные.
Семена овальные, слабо сдавленные, коричневые, черные и другие. Вес 1000 семян 20-21 г.
Хромосомы 2n=48.

## Распространение и экология
Распространён в Канаде (Британская Колумбия), США (Аляска, Сев. Калифорния, Зап. Орегон, Зап. Вашингтон). Интродуцирован в Восточную Канаду. Во многих странах растёт в одичавшем состоянии.

## Хозяйственное значение
Возделывается в странах Европы как цветочное растение. Выделены формы с разнообразной красивой окраской венчика цветка: f.albus — с белыми цветками; f.tricolor — с сине-бело-жёлтыми; f.atripurpureus — с тёмно-красными; f.fleribunur — с бледно-голубыми; f.roseus — с розовыми цветками (Ascherson, Graebner, 1906—1910).

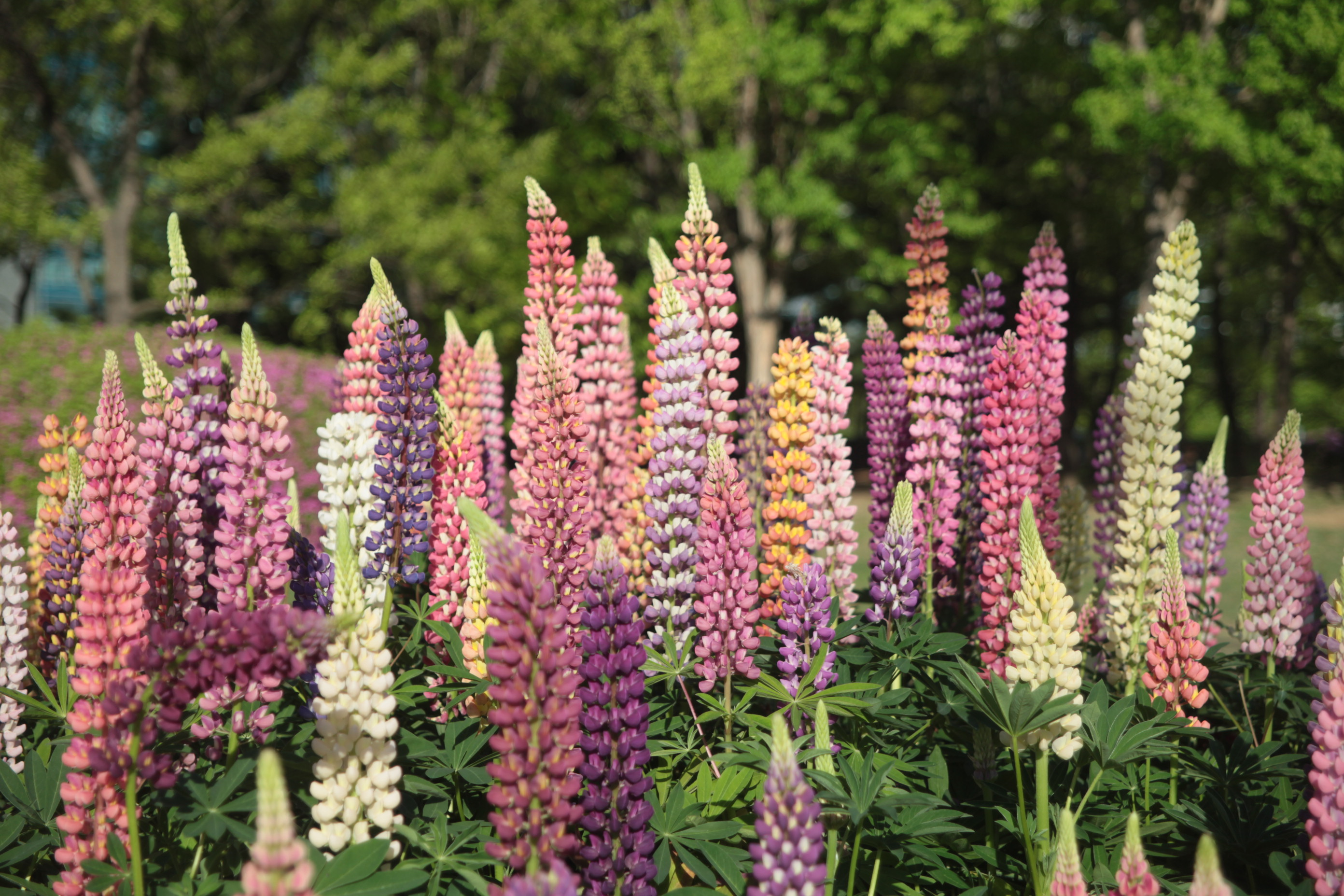
Культивары люпина многолистного

Культурные сорта Lupinus polyphyllus предназначены для садового цветоводства. Были отобраны многочисленные культурные сорта, различающиеся по цвету цветка, включая красный, розовый, белый, синий, и мультиокрашены с различными цветами на различных лепестках. Часто выращиваются гибриды между L. polyphyllus и L. arboreus  под названием Люпин Рассела. Такие растения очень выносливы и неприхотливы. Иногда от них трудно избавляться в саду или огороде.
Очень часто встречается в одичавшем состоянии (Белоруссия, Польша, Германия, Финляндия).
Во многих странах, в том числе России, Белоруссии, Украине возделывается как сидерационное растение.
В последние годы у этого вида получены низкоалкалоидные формы, на базе которых в России (ВНИИ растениеводства им. Н. И. Вавилова) создан первый кормовой сорт этого вида люпина «Первенец». Оригинатор сорта — Павловская опытная станция ВИР.
Селекционная работа с кормовым люпином многолистным начата также в Польше, Финляндии и др. странах.
Особый интерес этот вид представляет для северных регионов, где другие виды люпина не созревают.

## Меры борьбы
Внедрение агрессивных чужеродных видов в настоящее время является значительной частью глобальных природных изменений и часто ведет к существенным потерям биологического разнообразия и экономической значимости экосистем, подверженных биологическим инвазиям.
Наибольшую опасность представляет высев люпина многолетнего дорожными организациями и их субподрядчиками, а также сельскохозяйственными предприятиями. В Норвегии для защиты аборигенных видов запрещен высев L. polyphyllus по обочинам дорог. Немецкое федеральное агентство по охране природы рекомендует не высевать L. polyphyllus для закрепления и улучшения почвы возле местообитаний, представляющих интерес для сохранения биоразнообразия. В России никаких ограничений не существует.
В местообитаниях, плотно заселённых люпином многолетним, лучшие и самые быстрые результаты дает применение раундапа, однако гербицид нельзя применять в массовом масштабе ввиду его влияния и на естественные ценозы.
Правильное кошение или пастьба овец постепенно уменьшает численность вида.
Обрезка растений во время цветения часто является самым простым способом их уничтожения.

## Классификация

### Таксономия
Lupinus polyphyllus Lindl., 1827, Bot. Reg. 13: t. 1095
Вид Люпин многолистный относится к роду Люпин (Lupinus) подсемейства Мотыльковые (Papilionoideae) семейства Бобовые (Fabaceae) порядка Бобовоцветные (Fabales). Таксономическая схема в соответствии с Системой APG IV по состоянию на декабрь 2023 года:
|  |                                      |  |                                   |                                   |                   |  | ещё 3 семейства | ещё 3 семейства   |                          |  |  |  | еще 523 рода                                                     | еще 523 рода       |  |  |
|  |                                      |  |                                   |                                   |                   |  | ещё 3 семейства | ещё 3 семейства   |                          |  |  |  | еще 523 рода                                                     | еще 523 рода       |  |  |
|  |                                      |  |                                   | порядок Бобовоцветные             |                   |  |                 |                   | подсемейство Мотыльковые |  |  |  |                                                                  | Люпин многолистный |  |  |
|  |                                      |  |                                   | порядок Бобовоцветные             |                   |  |                 |                   | подсемейство Мотыльковые |  |  |  |                                                                  | Люпин многолистный |  |  |
|  | отдел Цветковые, или Покрытосеменные |  |                                   |                                   | семейство Бобовые |  |                 |                   | род Люпин                |  |  |  |                                                                  |                    |  |  |
|  | отдел Цветковые, или Покрытосеменные |  |                                   |                                   |                   |  |                 |                   |                          |  |  |  |                                                                  |                    |  |  |
|  |                                      |  | ещё 63 порядка цветковых растений | ещё 63 порядка цветковых растений |                   |  |                 | еще 5 подсемейств | еще 5 подсемейств        |  |  |  | еще 649 подтвержденных видов и 28 видов, ожидающих подтверждения |                    |  |  |
|  |                                      |  |                                   | ещё 63 порядка цветковых растений |                   |  |                 |                   | еще 5 подсемейств        |  |  |  |                                                                  |                    |  |  |

### Внутривидовые таксоны
- Lupinus polyphyllus subsp. bernardinus (Abrams ex C.P.Sm.) Munz
- Lupinus polyphyllus subsp. polyphyllus
- Lupinus polyphyllus subsp. superbus (A.Heller) Munz
- Lupinus polyphyllus var. grandifolius (Lindl. ex J.Agardh) Torr. & A.Gray
- Lupinus polyphyllus var. pallidipes (A.Heller) C.P.Sm.